# Shakespeare in Love
Shakespeare in Love (tạm dịch: Shakespeare đang yêu) là phim điện ảnh hài lãng mạn Mỹ năm 1998. Đạo diễn của phim là John Madden.